# Navolato (Sonora)
Navolato es una localidad del municipio de Etchojoa ubicada en el sur del estado mexicano de Sonora, en la zona del valle del Mayo. Según los datos del Censo de Población y Vivienda realizado en 2020 por el Instituto Nacional de Estadística y Geografía (INEGI), la localidad tiene un total de 607 habitantes.

## Geografía
Navolato se sitúa en las coordenadas geográficas 27°02'02" de latitud norte y 109°34'04" de longitud oeste del meridiano de Greenwich, a una elevación de 25 metros sobre el nivel del mar.